# Oscar (football, 1954)
Pour les articles homonymes, voir Bernardi et Oscar.
José Oscar Bernardi, plus connu sous le nom d'Oscar, est un footballeur brésilien né le 20 juin 1954 à Monte Sião (Brésil). Il évolue au poste de défenseur central, notamment avec le São Paulo FC et l'équipe du Brésil. Il devient par la suite entraîneur.

## Biographie

### En équipe nationale
Il dispute la Coupe du monde 1978, la Coupe du monde 1982 et la Coupe du monde 1986 (en tant que remplaçant) avec l'équipe du Brésil.
Oscar reçoit 67 sélections (dont 60 officielles) avec l'équipe du Brésil (47 victoires) ; il y inscrit deux buts.

## Clubs
- 1973 - 1979 : AA Ponte Preta -  Brésil
- 1979 - 1980 : Cosmos MetroStars -  États-Unis
- 1980 - 1987 : São Paulo FC -  Brésil
- 1987 - 1990 : Nissan Motors -  Japon

## Palmarès
- Champion du Brésil en 1986 avec le São Paulo FC
- Champion de l'État de São Paulo en 1980, 1981, 1985 et 1987 avec le São Paulo FC
- Champion du Japon en 1988 et 1989 avec le Yokohama Marinos
- « Ballon d'argent brésilien » en 1977.